# Waf
Waf — система автоматизации сборки, написанная на Python, использующая сценарные файлы конфигурации на языке Python. Основной автор — Томас Надь (Thomas Nagy).
Обладает встроенной поддержкой Си, C++, D, Java, Фортрана, Qt; обеспечивает генерацию документов TeX и LaTeX. Поддержка других языков или форматов файлов может быть реализована с помощью пользовательских расширений (tools). Для Си и C++ автоматически анализируются зависимости, при этом в отличие от make не нужно отдельно выполнять команду make depend. Также имеется встроенная возможность поиска необходимых для сборки файлов (#include-файлы, библиотеки и прочие сборочные артефакты).
Поддерживается обнаружение изменений содержимого файлов по контрольным суммам MD5, наряду с традиционным обнаружением изменений по времени записи файла. Имеется возможность параллельной сборки. Также для ускорения сборки используется кеширование — подобно ccache, но для любых типов файлов.

## История
Долгое время проект KDE использовал для сборки пакет GNU build system (Autotools), но в силу ограничений последнего решил перейти на SCons. В рамках данного перехода Томас Надь создал служебную программу BKsys, которая должна была работать поверх SCons и предоставлять функциональность, аналогичную Autotools. Однако позже Надь решил, что архитектурные недостатки SCons (в частности проблема производительности на крупных проектах) слишком велики и трудно исправимы. Поэтому он решил полностью переписать SCons, и в результате появился «Waf».
Некоторое время проект KDE рассматривал BKsys (а позже Waf) в качестве своей основной системы сборки, однако выбор был сделан в пользу CMake, так как BKsys не решал проблем SCons, а Waf все ещё находился в состоянии альфа-версии. Тем не менее, система получила определённое распространение, в частности, используется проектами Samba, Ardour, Geany, Jack Audio.

## Пример
Пример простого wscript-файла, который компилирует файл «hello-world.c», используя один из доступных компиляторов Си:
```
top
 
=
 
'.'

out
 
=
 
'build'

def
 
options
(
opt
):

    
opt
.
load
(
'compiler_c'
)

 	

def
 
configure
(
conf
):

    
conf
.
load
(
'compiler_c'
)

def
 
build
(
bld
):

    
bld
.
program
(
source
 
=
 
'hello-world.c'
,
 
target
 
=
 
'hello-world'
,
 
features
 
=
 
'c cprogram'
)

```

Сборка проекта запускается следующей командой:
```
waf
 
configure
 
build

```